# Touron
Touron je jedan od onih pejorativnih naziva koji nastaje spajanjem riječi "turist" i "moron", koristeći se kako bi se opisala osoba koja tijekom svog odmora čini izuzetno puno gluposti. Ovaj je izraz posebno čest u govoru parkovnih čuvara, koji ga koriste kako bi opisali način na koji neki turisti ponašaju prilikom posjete nacionalnom parku. Ovaj izraz naglašava nedostatak znanja i često se koristi u različitim subkulturama. Također se upotrebljava za opisivanje turista generalno, kada se nalaze izvan svoje uobičajene "zone udobnosti".

## Etimologija
Prvi zapisi o izrazu "turon" potječu iz rujna 1987. godine u članku "Reći što?" objavljenom u The Washington Postu, koji ga definira kao turista koji je obično dosadan. Godine 1991., izraz se spominje u članku "The Road Toad" objavljenom u Orlando Sentinelu, koji opisuje turista koji putuje na US 192 i State Road 535, i naziva ih "touronima" - kombinacijom turista i morona prema lokalnom DJ-u. Ti turisti često neočekivano izvode polukružne manevere s lijevog traka, što rezultira sudarima između vozila iza njih. Služba nacionalnog parka redovito upozorava posjetitelje na opasnosti divljih životinja i okoliša. Na internetu se često dijele slike i videozapisi turista koji su se našli u opasnim situacijama, prikazujući njihovo, često šokantno, ponašanje. Turisti koji se ponašaju kao touroni često voze neregularno. Česta je pojava vidjeti vozila zaustavljena nasred ceste čim ugledaju jelena. Vozači i putnici izlaze iz vozila kako bi fotografirali, što rezultira kilometarskim zastojevima u prometu. Izraz se koristi kao humoristička obrana od uobičajenog pogoršanja koje lokalno stanovništvo turističkih područja doživljava zbog stalne izloženosti turistima.

Tvrdi se da svatko postaje putnik kada se nađe izvan svojeg doma i udaljen od poznatog okruženja.
Sama činjenica da se osobe nađu kao putnici na stranoj lokaciji može ih kvalificirati kao turone. Autor Kelsey Timmerman vjeruje da je turon "djelomično željni turist, a djelomično dobronamjerni moron". Turisti postaju touronci zbog svoje reakcije ignoriranja opasnosti na mjesta koja nisu nikada ranije posjetili, zbog veće znatiželje.

## Vanjske poveznice
- Nemojte biti Touron blog kao što je spomenula Kelsey Timmerman u članku.